# Daudi
Daudi是對人類皰疹病毒第四型呈陽性反應的人類伯基特淋巴瘤細胞系，最初在1967年5月分離自一名16歲的黑人男性伯基特淋巴瘤患者，目前廣泛應用於白血病發病機制的研究。Daudi細胞對表面免疫球蛋白及EBNA抗體呈現陽性反應、而β2-微球蛋白則呈現陰性反應。Daudi細胞的表面有一些可以刺激人類γ-δT細胞增殖的分子。

## 科研用途
2010年，有研究人員針對Daudi細胞開發新的測定方法，可以同時測量干擾素的抗病毒活性和抗增殖活性，從而識別和選擇允許干擾素的抗病毒活性保護着，但是沒有生長抑制的條件。

## 外部連結
- Cellosaurus entry for Daudi（页面存档备份，存于）